# Amtsgericht Grumbach

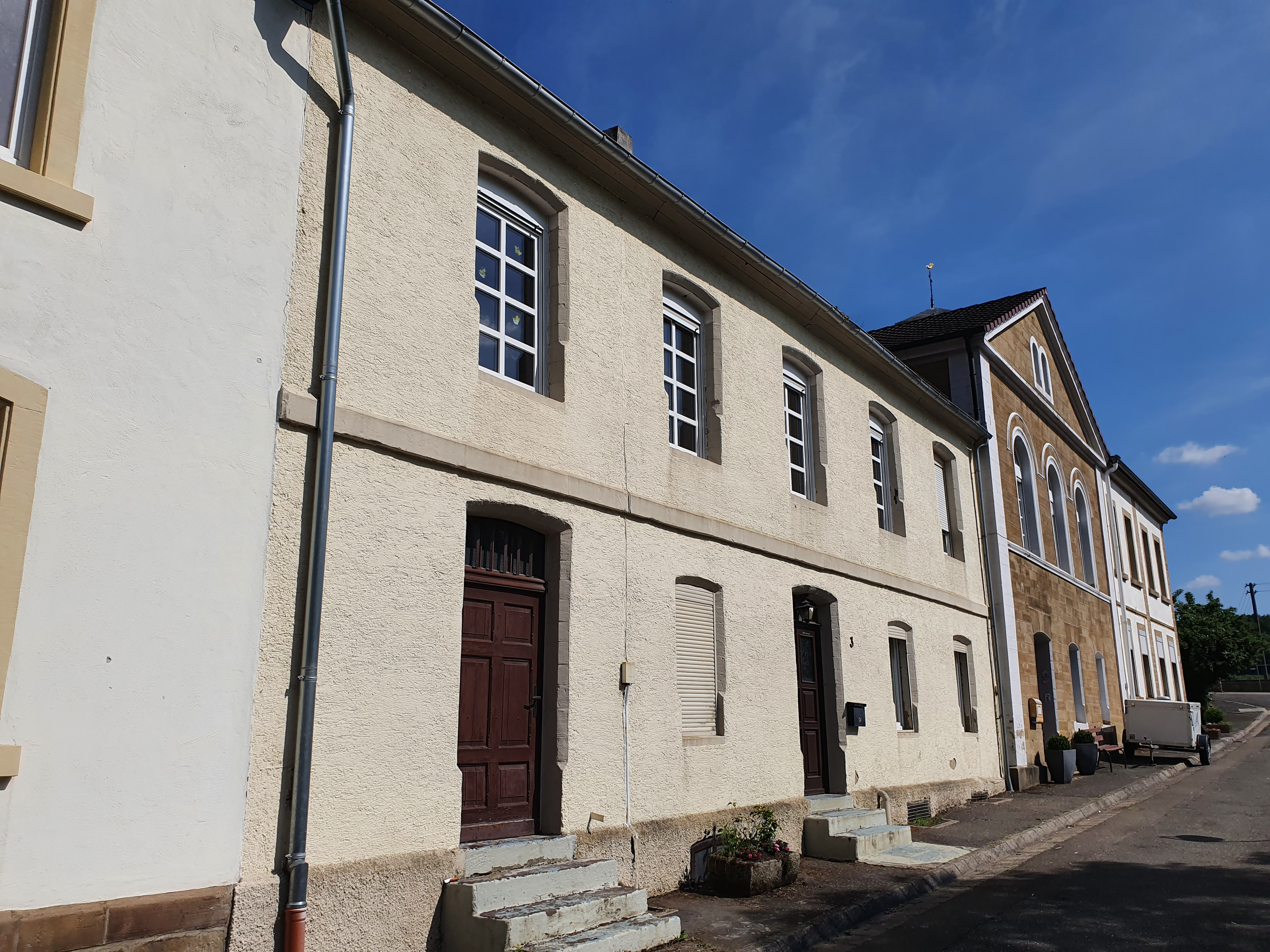
Ehem. Amtsgerichtsgebäude (2020)

Das Amtsgericht Grumbach war ein deutsches Amtsgericht mit Sitz in Grumbach (Landkreis Kusel).

## Geschichte
Seit der Franzosenzeit bestand in Baumholder das Friedensgericht Grumbach als Eingangsgericht. Im Rahmen der Reichsjustizgesetze wurden 1879 einheitlich im Reich Amtsgerichte, darunter das königlich preußische Amtsgericht Grumbach als eines von 14 Amtsgerichten im Bezirk des Landgerichtes Saarbrücken im Bezirk des Oberlandesgerichtes Köln gebildet. Der Sitz des Gerichts war die Stadt Grumbach. Sein Gerichtsbezirk umfasste die Bürgermeistereien Grumbach und Sien aus dem Landkreis St. Wendel. Am Gericht bestand 1880 eine Richterstelle. Das Amtsgericht war damit ein kleines Amtsgericht im Landgerichtsbezirk.
Mit der Abtrennung des Saargebietes vom Deutschen Reich 1918 endete die Zuordnung zum Landgericht Saarbrücken. Zuständiges Landgericht war nun das Landgericht Koblenz.
Das Amtsgericht Grumbach wurde bereits 1952 aufgehoben und sein Gebiet an das Amtsgericht Lauterecken angegliedert, wodurch es fortan zum Landgericht Kaiserslautern und zum Oberlandesgerichts Zweibrücken gehörte.

## Gerichtsgebäude
Das Gerichtsgebäude (heutige Adresse: Auf dem Schloß 3, 5) wurde von 1834 errichtet. Der ursprünglich freistehender Quaderbau (heute verputzt) wurde 1879 in einen dreiachsigen übergiebelten Quaderbau umgebaut. Das Gebäude steht unter Denkmalschutz.